# Marcos Aurélio Dias
Marcos Aurélio Dias, ou Marco Aurélio (Rio de Janeiro, 18 de Maio de 1964), é um político brasileiro. Foi vice-prefeito de Guapimirim no período de 2008 a 2012. No pleito eleitoral de 2012 foi eleito prefeito de Guapimirim para o mandato de 2013 a 2016.

## Carreira política

### Vice-prefeito de Guapimirim
Em 2008, tornou-se candidato a vice-prefeito após a candidatura à reeleição de Nélson do Posto ter sido impugnada pelo TSE, tendo substituído a chapa no ultimo dia de campanha, e conseguindo assim a eleição juntamente com Júnior do Posto.

### Prefeito de Guapimirim (2012)
Em 2012, Marco Aurélio ainda exercia o cargo de vice-prefeito em Guapimirim quando lançou sua candidatura a vereador pelo PSDC, mas a Delegacia de Repressão ao Crime Organizado (Draco) prendeu o prefeito de Guapimirim Júnior do Posto por suspeita de desvio de dinheiro público e fraude em licitações na operação batizada de "Os Intocáveis", sendo assim, Marco Aurélio tomou posse no lugar de Júnior do Posto e assumiu a Prefeitura de Guapimirim  até o término do mandato, renunciando a candidatura de vereador. Um dos seus primeiros atos foi mudar regras nos setores de compras e licitações da prefeitura, que foram alvos das investigações que prenderam o prefeito e outros integrantes do poder público municipal, inclusive o Presidente da Câmara Municipal Marcelo do Queijo.

### Candidatura à prefeitura de Guapimirim
Ainda no pleito das eleições municipais de 2012, a candidata a prefeita de Guapimirim Ismeralda Rangel Garcia foi presa na mesma operação que prendeu Júnior do Posto e desistiu da candidatura . Dias depois, Marco Aurélio protocolou no Tribunal Regional Eleitoral (TRE-RJ) sob o número 248034/2012, o pedido de registro de sua candidatura a prefeito no lugar de Ismeralda, tendo sido deferido.

### Prefeito de Guapimirim
Como candidato a prefeito, Marco Aurélio começou a campanha 7 dias antes da eleição e foi eleito com 9.623 votos (33,32% dos votos válidos)..